# 秘密軍事組織

OASのエンブレム

秘密軍事組織（ひみつぐんじそしき、Organisation de l'armée secrète、OAS）は、フランスの極右民族主義者の武装地下組織である。アルジェリア戦争時代に存在し短命に終わった。「アルジェリアは永遠にフランス」（L’Algérie est française et le restera.）をモットーとし、アルジェリアの独立を阻止するために武装闘争を行った。

## 概要
シャルル・ド・ゴールは大統領就任後、それまでのアルジェリア独立を阻止する路線を転換し、1958年9月にアルジェリアの民族自決に関する国民投票を行った。これに対して、フランスの一部の政治家とアルジェリアに駐留する軍人らは、フランコ政権下のスペインのマドリッドで1961年1月にOASを結成してドゴール政権に対するクーデターを企て、政治家やフランス軍・警察に対する武装闘争やテロを開始した。
1962年のエビアン協定（レマン湖畔エヴィアン＝レ＝バンで締結されたアルジェリア戦争の和平協定）によってアルジェリアの独立が承認され、いわゆるピエ・ノワール（アルジェリア育ちのフランス人）たちのフランスへの脱出が始まると、OASはフランス本国の政治家やアルジェリアの独立運動家に対する一連の暗殺と爆破テロによって政治プロセスを阻止しようとした。このテロ活動は1962年8月22日のパリ郊外プチ・クラマールでのジャン＝マリー・バスチャン＝チリーによるド・ゴール大統領暗殺未遂事件で最高潮に達した（→「ジャッカルの日」）。
OASはアルジェリア独立後もフランス国内で反ド・ゴールのクーデターを目指しテロを続けたがやがて衰退した。国外逃亡したOASメンバーたちに対しては、1968年の五月革命の際に、軍部がド・ゴールに協力する代償として彼らへの恩赦を主張し、受け入れられた。